# Michel Bettane
Michel Bettane, né le 14 mars 1952 à Bethesda (États-Unis), est un critique de vin français. Il est coauteur du Guide Bettane et Desseauve des vins de France.

## Biographie

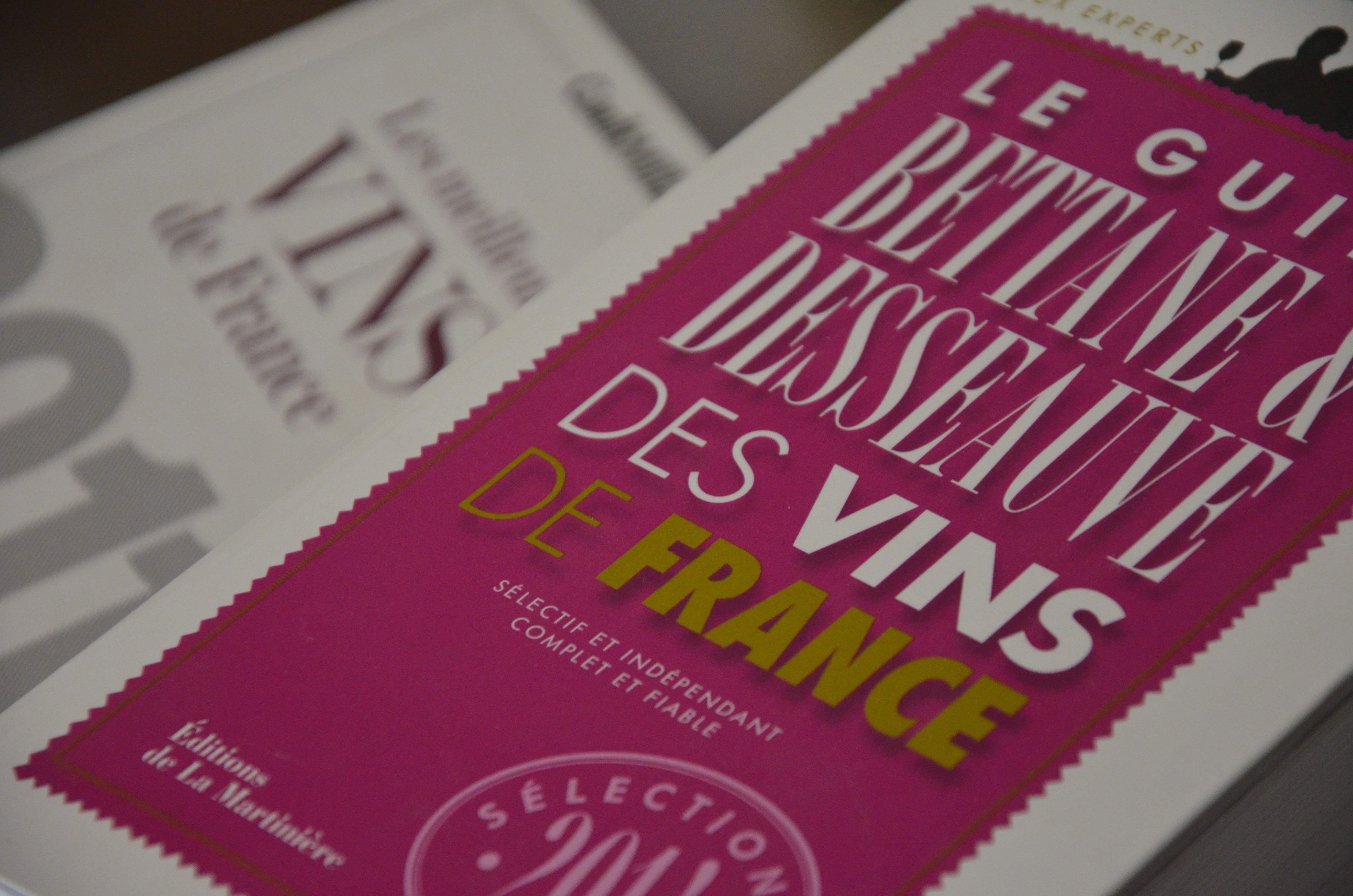
Le Guide Bettane et Desseauve des vins de France

Michel Bettane nait en 1952 dans le Maryland, pour arriver en France à l'âge de six ans lorsque son père quitte l'ambassade de France à Washington.
Il étudie la musique classique pendant cinq années, puis se lance dans des études de lettres en classes préparatoires au lycée Louis-le-Grand, et obtient l'agrégation de lettres classiques en 1975, à 23 ans,. Il enseigne de 1975 à 1991.
À partir de 1982, il collabore à La Revue du vin de France. Il cesse sa participation en 2004, lorsque le groupe Lagardère prend le contrôle du titre.
Avec Thierry Desseauve, qu'il avait rencontré aux Hospices de Beaune, il publie différents guides, dont Le Guide Bettane et Desseauve des vins de France, qui acquiert une réputation mondiale.
C'est à lui qu'on doit l'expression « vin de garage » pour désigner les micro-cuvées à faible rendement élaborées de façon confidentielle et vendues à des prix très élevés, qui ont connu leur heure de gloire dans les années 1990-2000, notamment avec le Château Valandraud de Jean-Luc Thuvenin. Ce point est discuté par certains qui attribuent la première utilisation de l'expression à Florence Cathiard (Château Smith Haut-Laffitte).
En 2012-2013, il est membre du jury du prix Château La Tour Carnet, lancé par Bernard Magrez et destiné aux étudiants de l'École normale supérieure de Lyon.

## Publications

### En collaboration avec Thierry Desseauve
- 1998, Le Classement 1998 des vins et domaines de France, Flammarion,  (ISBN 2-08-200639-5)
- 2001, Guide du vin, J'ai lu,  (ISBN 2-290-31584-2)
- 2006, Les plus grands vins du monde, Minerva
- 2008, Bien acheter ses vins, Éditions du Toucan,  (ISBN 2-8100-0111-1)
- 2009, Les meilleurs accords mets et vins, Minerva
- 2009, Les meilleurs vins à moins de 7 euros, Minerva
- 2009, Les meilleurs vins de copains, Minerva
- 2009, Les meilleurs vins pour créer sa cave, Minerva
- 2009, La sélection des 100 vins, Groupe Express Roularta
- 2010, Leçons de dégustation, La Martinière
- 2010, Papilles, La Martinière
- 2015, Guide des vins 2016 - Flammarion  (ISBN 2081370581 et 978-2081370586)